# Szamosangyalos
Szamosangyalos község Szabolcs-Szatmár-Bereg vármegyében, a Csengeri járásban.

## Fekvése
A vármegye keleti részén, a Szatmári-síkságon fekszik, közvetlenül a Szamos partján. A környező települések közül Csenger 8,5, Ököritófülpös 13, Fehérgyarmat 30, Porcsalma 6, Pátyod pedig 3 kilométer távolságra található.

### Megközelítése
Legfontosabb megközelítési útvonala a 49-es főút, mely a déli határszéle mellett húzódik, központja azonban csak az abból kiágazó 41 142-es számú mellékúton érhető el. Határszélét délkeleten érinti még a 4924-es út is.

## Története
Szamosangyalos az oklevelek szerint már az 1300-as években is jelentős hely lehetett, mivel 1381-ben már egyházát is említik az okiratok. Neve ekkor már Angyalos (Angalus) volt.
1429-ben már a Csaholyi család birtokaként tartják számon.
1545-ben Bornemisza Boldizsár, Csaholyi Anna és Tardy Mihály kaptak rá királyi adományt.
1547-ben a csaholyiak fiú ágának kihaltával Csaholyi Imre leányait fiusították, és őket is a birtokba iktatták. Ekkor a Csaholyi uradalomhoz tartozott.
1568-ban Csaholyi Anna fiait Melith Istvánt, Pált és Györgyöt iktatták Angyalos birtokába.
1696-ban a szatmári várhoz tartozott, de később az említett családoké lett ismét.
A 18. század végén, 19. század derekán a Domahidy, Pusztay, Czirjék, Iklódy, Rátonyi, Szintay, Farkas, Kerekes és Darvay családoké volt.
A 20. század elején pedig a Domahidy és Galgóczy családoknak is volt itt birtoka.
A Domahidy-kastélyt 1850 után Domahidy Ferenc építtette klasszicista stílusban, majd a későbbiekben eklektikus stílusban építtette át.
A kastély egykori úrnője gróf Teleki Blanka tulajdonában sok értékes, nagybecsű tárgyat őriztek itt. 1500 kötetes könyvtárat, régi kordovai metszett bőröket kasztíliai nemesek címereivel, 15. század-i majolikákat, régi festményeket, melyek közül az egyik állítólag Murillótól való volt. Régi akvarelleket, Rembrandt tollrajzait, régi gazdag kéziratgyűjteményt stb.
A kastélyhoz valamikor nagyterjedelmű gondozott park is tartozott.
A kastély épületét 1958-ban műemléki védelem alá helyezték, a megyei önkormányzat tulajdona.
1996-os helyreállítása óta egészségügyi intézmény működik benne.
Puszta-Jánosi elpusztult falu Angyalos határába esik, melyről 1477-ben írnak az okiratok, de aztán a törökdúlások áldozatául esett. A falu helyén egy harangot is találtak, melyet Csengerbe vittek, s egy oltári kelyhet, mely Porcsalmára került.

## Közélete

### Polgármesterei
- 1990–1994: Lukács Lajos (független)[3]
- 1994–1998: Horváth István László (független)[4]
- 1998–2002: Erdős Albert (MDNP-Fidesz-MKDSZ)[5]
- 2002–2006: Erdős Albert (független)[6]
- 2006–2010: Erdős Albert (független)[7]
- 2010–2014: Erdős Albert (Fidesz-KDNP)[8]
- 2014–2019: Adorján György (független)[9]
- 2019–2024: Adorján György (független)[10]
- 2024– : Adorján György (független)[1]

## Népesség
A település népességének változása:
| Lakosok száma | 477  | 477  | 460  | 936  | 499  | 497  | 485  |
|               | 2013 | 2014 | 2015 | 2021 | 2022 | 2023 | 2024 |

2001-ben a település lakosságának 85%-a magyar, 15%-a cigány nemzetiségűnek vallotta magát.
A 2011-es népszámlálás során a lakosok 86,1%-a magyarnak, 18% cigánynak, 0,2% németnek, 3,5% románnak mondta magát (13,9% nem nyilatkozott; a kettős identitások miatt a végösszeg nagyobb lehet 100%-nál). A vallási megoszlás a következő volt: római katolikus 4,9%, református 66,6%, görögkatolikus 9%, felekezeten kívüli 1,2% (16,6% nem válaszolt).
2022-ben a lakosság 94,4%-a vallotta magát magyarnak, 5,8% cigánynak, 1,8% románnak, 0,6% ukránnak, 0,2-0,2% görögnek, szlovénnek, örménynek és lengyelnek, 0,2% egyéb, nem hazai nemzetiségűnek (5,6% nem nyilatkozott; a kettős identitások miatt a végösszeg nagyobb lehet 100%-nál). Vallásuk szerint 5,4% volt római katolikus, 48,3% református, 4,2% görög katolikus, 1,2% egyéb keresztény, 0,6% ortodox, 1% felekezeten kívüli (39,3% nem válaszolt).

## Nevezetességei

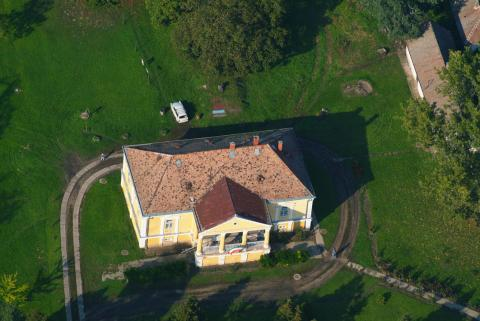
A kastély légi felvételen

- Domahidy-kastély – a 19. században épült, klasszicista stílusban, később eklektikus stílusban átalakították.

1876-ban Jókai Mór is járt Szamosangyaloson, hogy képviselőtársait, Domahidy Ferencet és Istvánt meglátogassa.
- Domahidy-hegy - a kastély egykori parkjában.
- Református templom – 1799-ben épült, klasszicista stílusban. A tornyot 1880-ban építették hozzá.

## Hírnevet szerzett szamosangyalosiak
- Galgóczy Árpád József Attila-díjas műfordító, költő. Édesapja honosította meg a vidéken a jonatánalma termesztést.